# Nadežda Petrović
Nadežda Petrović (serbio cirílico: Надежда Петровић) (Čačak, Reino de Serbia, 1873-Valjevo, Reino de Serbia, 1915) es considerada la más importante pintora serbia de finales del siglo XIX y principios del XX. También es considerada la fauvista más célebre de Serbia.

## Biografía
En 1884, su familia se trasladó de Čačak a Belgrado, donde Nadežda finalizó su educación superior en 1891. De 1892 a 1897 estudió dibujo, y en 1898 empezó a estudiar arte en Múnich, Alemania, en la escuela privada de Anton Ažbe. Su primera exposición individual tuvo lugar en 1900 en Belgrado. Sus contribuciones fueron esenciales en la organización de la I Exposición de Arte Yugoslavo. Entre 1901 y 1912 expuso su obra en Liubliana, París, Zagreb y Roma. En 1912 abrió su propio estudio de enseñanza y participó en la IV Exposición de Arte Yugoslavo. Su estudio tuvo una corta duración, pues Nadežda acudió en 1914 como enfermera voluntaria en la Primera Guerra Mundial, donde murió, como muchos otros soldados en 1915, de fiebre tifoidea. Durante su etapa en el estudio, intentó transmitir a sus alumnos los ideales de solidaridad y la lucha por la paz.
Fue una de los pocas artistas que, trabajando exclusivamente en Serbia, llevó su trabajo al más alto nivel del arte mundial de la época. Su obra, en consonancia con el expresionismo europeo, destacó también por la introducción de abstracciones en su trabajo. Sus obras están dominadas por las grandes superficies, y sus colores preferidos fueron el rojo cálido y el verde. Su trabajo suele ser dividido en épocas de acuerdo a sus lugares de residencia: el período de Múnich (1898-1903), el período de Serbia (1903-1910), el período de París (1910-1912), y el período de la guerra (1912-1915). Su fuerza y coraje vitales quedan patentes en muchas de sus obras.
Su rostro aparece en los billetes de 200 dinares serbios, siendo la primera mujer que figura en billetes de curso legal en Serbia.

## Galería de obras

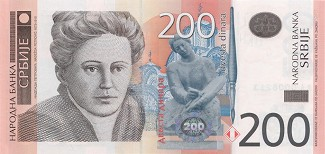
Billete serbio de 200 dinares, con la imagen de Nadežda Petrović.

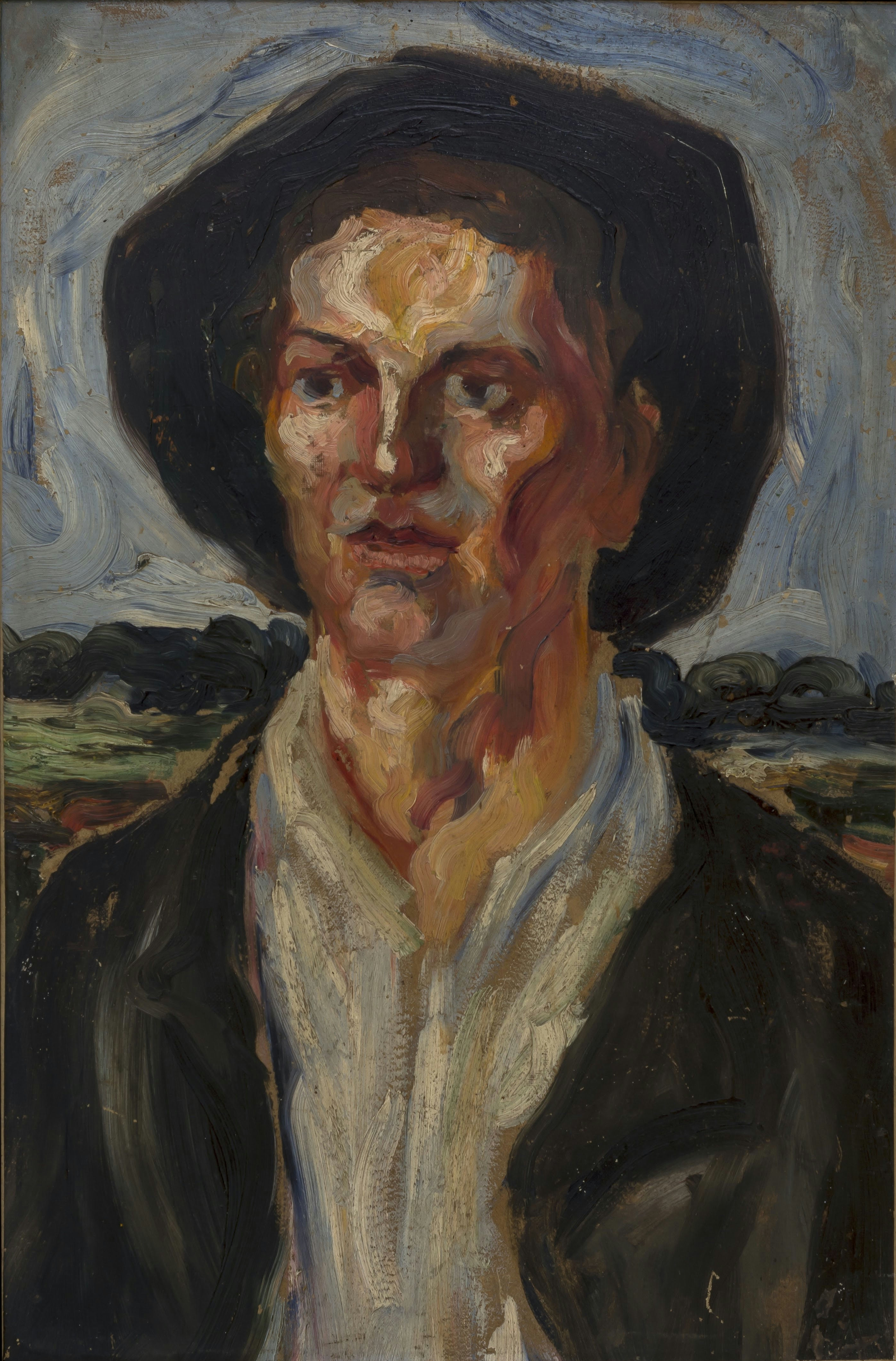
Bávaro con sombrero (1900).
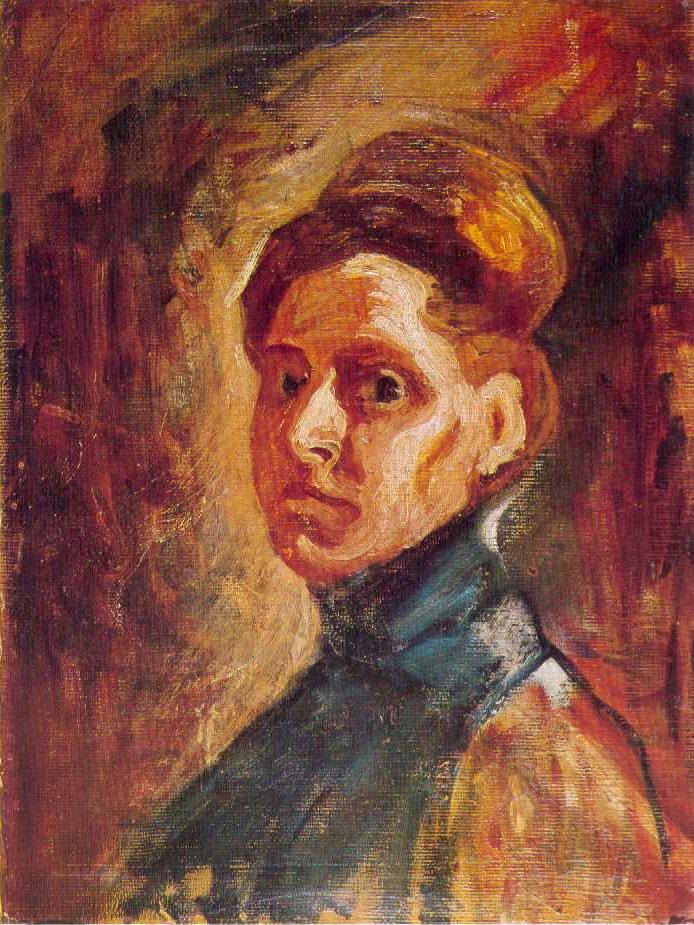
Autorretrato (1907).
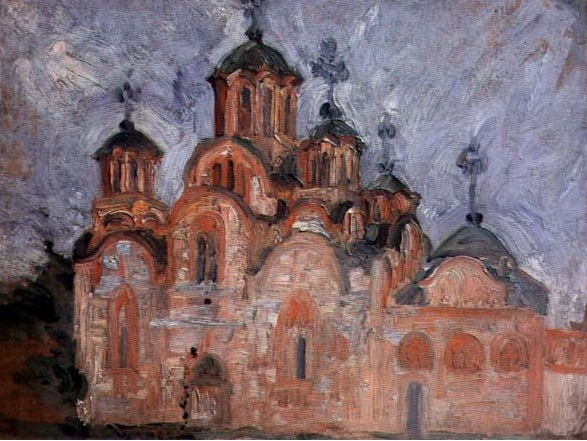
Gracanica (1913).
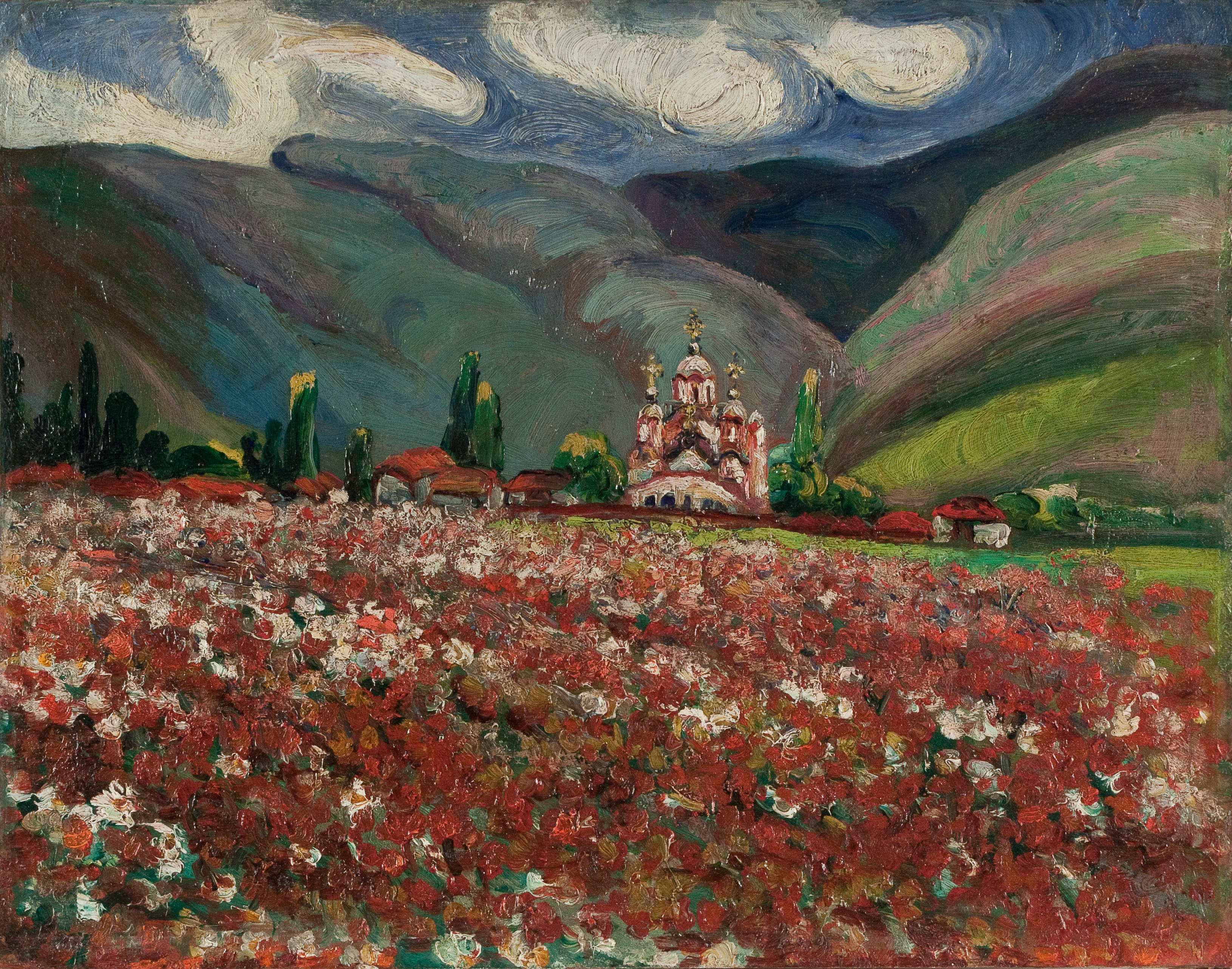
Campo de Kosovo (1913).